# Cybalomia quadristrigalis
Cybalomia quadristrigalis là một loài bướm đêm trong họ Crambidae.